# Fabian Teușan
Fabian Teușan (n. 31 octombrie 1988) este un jucător de fotbal român retras din activitate.